# Howard Zinn
Howard Zinn   (Brooklyn, 24 d'agost de 1922 - Santa Monica, 27 de gener de 2010) va ser un historiador social, politòleg i anarquista estatunidenc. Els seus plantejaments van incorporar idees procedents del marxisme, l'anarquisme i socialisme. Des de la dècada del 1960, va ser un referent dels drets civils i el moviment antibèl·lic als Estats Units. És l'autor de més de 20 llibres, incloent-hi A People's History of the United States (editat en castellà com La otra historia de los Estados Unidos) i Declarations of Independence.

## Biografia
Va estudiar Història i Ciències Polítiques en el Spelman College d'Atlanta i a la Universitat de Boston, en què va ser professor emèrit. Igualment ha destacat en teatre. La seva obra teatral al voltant de la vida d'Emma Goldman ha estat estrenada a Boston, Nova York, Bilbao i Tòquio. Va ser, al seu torn, un notable col·laborador de Z Communications.
Zinn es va descriure a si mateix com "una mena d'anarquista, una mena de socialista. Potser un socialista democràtic". Va suggerir mirar el socialisme en el seu context històric complet com una idea popular i positiva que té un mal nom en associar-se amb el comunisme soviètic. A Madison, Wisconsin, el 2009, Zinn va dir:
| « | Anem a parlar de socialisme. Crec que és molt important per retornar la idea del socialisme en la discussió nacional a on estava al tombant del segle passat abans que la Unió Soviètica li donés un mal nom. El socialisme tenia un bon nom en aquest país. El socialisme tenia Eugene Debs. Tenia Clarence Darrow. Tenia Mother Jones. Tenia Emma Goldman. Tenia varis milions de persones que llegien diaris socialistes de tot el país. El socialisme bàsicament deia: Ei!, tindrem una societat més amable. Anem a compartir coses. Tindrem un sistema econòmic que produeixi coses no perquè siguin rendibles per alguna corporació, sinó que produeixi coses que la gent necessiti. La gent no hauria d'aparcar la paraula socialisme perquè hauríeu d'anar més enllà del capitalisme. | » |

Ell va escriure extensament sobre els drets civils i els moviments contra la guerra i la història laboral dels Estats Units. El seu llibre de memòries, You Can't Be Neutral on a Moving Train (No es pot ser neutral en un tren en moviment), també va ser el títol d'un documental de 2004 sobre la vida i l'obra de Zinn. Zinn va morir d'un atac de cor el 2010, als 87 anys.

## Premis
- Prix des Amis du Monde Diplomatique (2003)
- Lannan Literary Award (1998)
- Eugene V. Debs Award (1998)
- Peace Abbey Courage of Conscience Award (1996)
- Thomas Merton Award (1991)

## Obres publicades
- Laguardia in Congress (1959) ISBN 0-8371-6434-6, ISBN 0-393-00488-0
- The Southern Mystique (1962) ISBN 0-89608-680-1
- SNCC: The New Abolitionists (1964) ISBN 0-89608-679-8
- New Deal Thought (editor) (1965) ISBN 0-87220-685-8
- Vietnam: The Logic of Withdrawal (1967) ISBN 0-89608-681-X
- Disobedience and Democracy: nine fallacies on law and order (1968) ISBN 0-89608-675-5
- The Politics of History (1970, 1990) ISBN 0-252-06122-5
- The Pentagon Papers: Critical Essays (editor, amb Noam Chomsky) (1972)
- Justice in Everyday Life: the way it really works (editor) (1974) ISBN 0-89608-677-1
- Justice? eyewitness accounts (1977) ISBN 0-8070-4479-2
- A People’s History of the United States: 1492–Present (1980, revisat el 1995) ISBN 0-06-052837-0
- Declarations of Independence: Cross-Examining American Ideology (1991) ISBN 0-06-092108-0
- Failure to Quit: Reflections of an Optimistic Historian (1993) ISBN 0-89608-676-3
- You Can't Be Neutral on a Moving Train: A Personal History of Our Times (1994) ISBN 0-8070-7127-7
- The Zinn Reader: Writings on disobedience and democracy (1997) ISBN 1-888363-54-1
- The Future of History (1999)
- Marx in Soho: A Play on History (1999) ISBN 0-89608-593-7
- Howard Zinn on History (2000) ISBN 1-58322-048-8
- Howard Zinn on War (2000) ISBN 1-58322-049-6
- Terrorism and War (2002) ISBN 1-58322-493-9 (entrevistes editades per Anthony Arnove)
- Emma: a play in two acts about Emma Goldman, American anarchist (2002) ISBN 0-89608-664-X
- The Power of Nonviolence: writings by advocates of peace (2002) ISBN 0-8070-1407-9
- Three Strikes: miners, musicians, salesgirls, and the fighting spirit of labor’s last century (2002) ISBN 0-8070-5013-X
- Artists in Times of War (2003) ISBN 1-58322-602-8
- The Twentieth Century: a people’s history (2003) ISBN 0-06-053034-0
- Passionate Declarations: essays on war and justice (2003) ISBN 0-06-055767-2
- The People Speak: American Voices, Some Famous, Some Little Known (2004) ISBN 0-06-057826-2
- Voices of a People’s History of the United States (amb Anthony Arnove, 2004) ISBN 1-58322-647-8
- Howard Zinn on Democratic Education (amb Donald Macedo, 2004) ISBN 1-59451-055-5